# Skinhead
Los cabezas rapadas o cabezarrapadas (en inglés: skinhead) son los miembros de un movimiento contracultural de índole obrera y militarista originado durante la década de 1960 en el Reino Unido y extendido ulteriormente a otras partes del mundo. Estéticamente, su seña de identidad consiste en la ausencia de cabello y una indumentaria obrera (botas y tirantes) y en ocasiones militar. Contemporáneos de los hippies, se alejan de su actitud más pacifista y de su origen burgués.
Lo que une a los skinheads es su gusto por un mismo tipo de música y vestimenta, así como la resolución violenta de los conflictos. También comparten ciertos valores, como el culto al coraje, al compañerismo, a la lealtad y el orgullo de pertenecer a la clase obrera. Este orgullo se traducía en una ética de disciplina y trabajo duro.
Con el paso del tiempo y debido a los grandes cambios que el movimiento ha tenido, este se ha visto cada vez más comprometido políticamente. Yendo desde posiciones izquierdistas que son ligadas a aquellos que no desean que el movimiento se vea tergiversado debido al racismo de algunos grupos, optando por posiciones antifascistas y antirracistas, tendencias más compatibles con los orígenes del movimiento que fue creado por influencias de  inmigrantes jamaicanos en Inglaterra. Por su parte los derechistas son mayoritariamente relacionadas con el neonazismo y fascismo.
Sus preferencias musicales son: el skinhead reggae, el ska, el rocksteady, el Oi!, y el Punk y sus subgéneros

## Historia
Los cabezas rapadas surgieron en el Reino Unido a fines de la década de 1960. Son estéticamente 'descendientes' del movimiento mod, que surgió en el mismo país a finales de los años 1950; el rude boy, surgido en jamaica a principios de los años 1960; y el bootboy, jóvenes ingleses a los que les gustaba el fútbol.
Los mods eran jóvenes ingleses de clase media a los que les gustaba vestir ropa elegante y escuchar los géneros musicales como el blues, el soul y el modern jazz. Eran principalmente distinguidos por el uso como transporte de motonetas tales como Lambretta o Vespa. Por otra parte, los rude boy eran jóvenes jamaicanos de clase obrera que vestían, al igual que los mods, de una manera elegante. Ellos escuchaban ska y posteriormente también reggae. A partir de 1962, con la independencia de Jamaica del Reino Unido, muchos jamaicanos emigraron a dicho país en busca de mejores oportunidades (Jamaica tenía a buena parte de su población sumida en la pobreza) y entre ellos había muchos rude boys. Los «mods» se sintieron atraídos por la música y la estética de los jóvenes inmigrantes jamaicanos, los cuales además también eran igual de proclives a las peleas que ellos, por lo que empezaron a frecuentar las mismas discotecas, en donde se fue popularizando el ska y luego el reggae en el país europeo.
A mediados de los años 1960 surgió en el suroeste de Estados Unidos el movimiento hippie que, contrario a las corrientes surgidas de la clase obrera, proviene de la clase media acomodada y no pregonaba una actitud agresiva, sino pacífica. La corriente se expandió velozmente a distintos países del mundo.
En el Reino Unido, algunos de los mods fueron atraídos por dicha corriente y progresivamente pasaron a formar parte de ella (incorporando así a sus gustos gran parte del rock and roll de esa época, especialmente el rock psicodélico), mientras que otros, sobre todo los pocos que eran de clase obrera, como respuesta, radicalizaron su actitud, adoptando una estética y una actitud más agresiva (por lo que se les llamó hard-mods en un principio) en contraposición a la actitud pacífica de los hippies. Además siguieron privilegiando el ska y comenzaron a vestir con ropa más práctica e identificada con la clase obrera: botas de trabajo, tirantes, etc. También se pudo apreciar una tendencia a cortarse el cabello más corto que anteriormente (sin llegar a rapárselo) para diferenciarse de los hippies.
En esos grupos de hard-mods se empiezan a ver algunos jóvenes con el pelo rapado y botas pesadas que reciben varios nombres (noheads, baldheads, cropheads), hasta que en 1969 son conocidos definitivamente como: skinheads.
Al igual que los antiguos mods, los cabezarrapadas siguieron escuchando la música de los rude boys (tanto es así que al reggae que hacían los jamaicanos en el Reino Unido se le empezó a llamar skinhead reggae). Su vestimenta poco a poco fue haciéndose más «proletaria», usando tirantes, vaqueros y botas. Además, motivados por la celebración de la Copa Mundial de Fútbol de 1966 en Inglaterra, muchos skinheads se convirtieron en ultras.
En ese entonces los cabezas rapadas no tenían una ideología política en particular que los caracterizara, de manera que mayormente era una corriente apolítica (más allá de los ideales que cada integrante tuviera personalmente) y el hecho de que hubiera skinheads patriotas no los convertía en xenófobos, de hecho varios de los miembros de la subcultura eran inmigrantes jamaicanos. Debido a los numerosos incidentes violentos que producían los cabezas rapadas en las calles y los estadios de fútbol, la atención pública se centró en ellos, criminalizándolos, por lo que muchos de estos jóvenes dejaron este movimiento. Debido a esto, a principios de los 1970 nace también en Inglaterra la subcultura suedehead, la cual comparte ciertos rasgos de comportamiento y estética con los skinheads pero sus integrantes utilizan el cabello más largo y visten de forma ligeramente más elegante, pasando así más inadvertidos para las autoridades y la prensa.

### Finales de los 1970
A finales de la década de 1970, los cabezas rapadas tuvieron varios cambios con la aparición punk, el cual comenzaron a incluir muchos de ellos en sus gustos musicales debido al origen social bajo del mismo, y dentro del punk surgió el oi, un tipo de punk más rápido, potente y radical que el común. Al principio fue llamado street punk (punk callejero), y en 1980, en la revista Sounds, el periodista Garry Bushell lo etiqueta como oi! debido al término de la gutural interjección con la que Stinky Turner, vocalista de Cockney Rejects, solía introducir las canciones de su grupo. Esta palabra es una vieja interjección del dialecto cockney que simplemente significa «ey» u «hola». Esa corriente comenzó en la última parte del año 1977 como una reacción al giro hacia lo comercial que había tenido lugar en parte del punk para entonces, ya que algunas bandas comenzaron a hacer contratos exitosos con grandes empresas discográficas y otras nuevas provenían de la clase media acomodada y sus canciones no tenían el carácter contestatario, callejero y antisistema de bandas como Sex Pistols. Fue un intento de devolver el punk a los temas que afectaban la vida y los sucesos cotidianos de los jóvenes de clase proletaria, y musicalmente se basaba en las primeras bandas de punk como Sex Pistols o The Clash mezclado al estilo musical de otras bandas de rock and roll tales como The Rolling Stones y The Who. Este tipo de punk fue el predilecto por gran parte de los skinheads de entonces. Aquí muchos de los cabezarrapadas comenzaron a utilizar una estética más cercana a lo paramilitar, incorporando el uso de pantalones militares y chaquetas abombadas o «bombers» y comenzando a afeitarse por completo la cabeza.
También en esta época se produciría otro importante acontecimiento para la subcultura skinhead. Debido a la aguda crisis económica que vivía Inglaterra en esa década, agrupaciones políticas ultranacionalistas, racistas y fascistas como el Movimiento Británico o el Frente Nacional se encargaron de reclutar personas blancas de clase obrera que fueran racistas o propensas a estar en desacuerdo con la inmigración debido a la competencia por los puestos de trabajo que producían los inmigrantes (provenientes de países como Pakistán, India y Jamaica), convirtiéndolos en militantes activos de sus partidos y también en fascistas, racistas y xenófobos. Los políticos fascistas buscaban principalmente jóvenes y en especial que fueran violentos, por lo cual muchos de los reclutados eran cabezarrapadas. Así comenzaron a existir los skinheads nacionalistas y neonazis. 

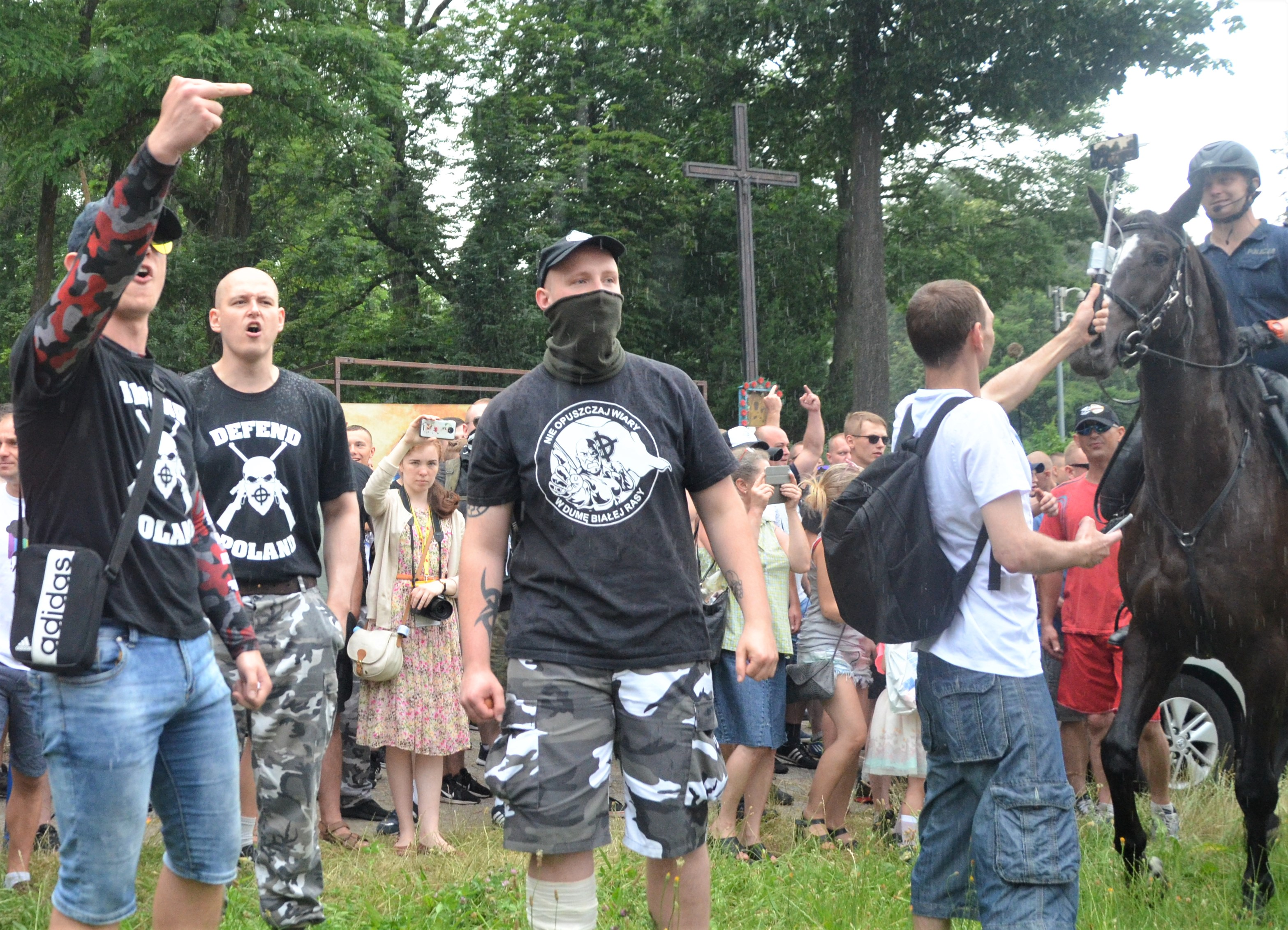
Skinheads fascistas en Polonia

También fueron reclutados algunos punkis pero en mucha menor medida, y cabe destacar que el común uso de la esvástica entre los primeros punkis (lo cual fue implementado por los integrantes de Sex Pistols) era con un tono irónico y para causar impacto y ofensa en la sociedad inglesa, a la que consideraban hipócrita por sus valores conservadores y su racismo y xenofobia. De hecho entre quienes utilizaban remeras o brazaletes con la esvástica nazi había negros y judíos. Con la misma intención los punkis utilizaban además simbología anarquista, comunista, fotos pornográficas homosexuales, etcétera.
Un caso fundamental es el de Ian Stuart, vocalista del grupo de rock and roll Skrewdriver, el cual se formó en 1975 y en 1977 comenzó a hacer punk. En su primer álbum, All skrewed up, la banda abordó temáticas normales de las bandas de oi y no mostraba ningún tipo de ideología. Cabe destacar que entre sus seguidores había una gran cantidad de cabezarrapadas y algunos punkis. Fue hacia 1979 cuando Ian Stuart cambió radicalmente debido a que fue cooptado por el Frente Nacional, con lo cual reemplazó a todos los integrantes restantes de la banda y comenzó a escribir canciones de tendencias racistas, fascistas y xenófobas. Esto hizo que más cabezarrapadas se acercaran al Frente Nacional, al Movimiento Británico y a partidos de ultraderecha como el Partido Nacional Británico, e incluso se fundó, con apoyo y organización de dichos sectores políticos ultraconservadores, la organización neonazi Blood & Honour (la cual Ian Stuart lideró), de la cual la mayoría de los militantes son skinhead. Esto hizo que muchos de los jóvenes racistas y xenófobos ingleses pasaran a ser skinheads (sin conocer la historia de la subcultura) al pensar que era su forma de identificarse. También se inició el Rock Against Communism o Rock Contra el Comunismo, corriente de bandas nacionalistas y fascistas surgida como respuesta a la campaña llamada Rock Against Racism o Rock Contra el Racismo, la cual agrupaba bandas y solistas de rock and roll (y otros géneros) que fueran antirracistas, muchos de ellos además de izquierda. Los partidos políticos ingleses de ultraderecha apoyaron financieramente e hicieron propaganda de las bandas incluidas en el Rock Against Communism, en parte porque muchas empresas discográficas decidieron no patrocinarlas por su actitud. En estos años, influenciada por el punk (en cuanto a su rapidez melódica y lírica contestataria), nace en Inglaterra la llamada «segunda ola del ska», con lo cual los cabezas rapadas tradicionales tuvieron un resurgimiento, y fue una respuesta a los nuevos skinheads racistas y xenófobos.

### Años 1980
A comienzos de los 1980 la subcultura skinhead se fue expandiendo por el mundo, pero no en su forma tradicional iniciada en los '60 (esto se daría de forma más tardía), sino principalmente con la influencia oi, dentro del cual había algunos grupos de izquierda y también de ultraderecha, por lo cual tanto skinheads apolíticos como skinheads comunistas, skinheads anarquistas, los neonazis y nacionalistas comenzaron a existir en el resto del mundo.
En esta época, debido a los ataques que los skinheads neonazis y nacionalistas perpetraban sobre judíos, no blancos, inmigrantes, mendigos y prostitutas (principalmente en Europa y Estados Unidos), la prensa comenzó a tildar a todos los cabezas rapadas de fascistas, por lo que, como respuesta, en 1986 en el norte de Estados Unidos se funda la agrupación SHARP, acrónimo de Skin Heads Against Racial Prejudice (Cabezas Rapadas Contra los Prejuicios Raciales), en los que prevalece el antirracismo, la oposición a cualquier forma de discriminación y la solidaridad. 

Logo de SHARP

Este movimiento se divulgó por el mundo gracias a Roddy Moreno, vocalista de la banda galesa de oi The Oppressed (fuertemente antifascista y antirracista), quien en un viaje a Estados Unidos en 1989 conoció el movimiento SHARP y en su regreso a Gales lo divulgó entre los skinheads británicos y, mediante el correo, también a sus conocidos skinheads del resto del mundo. En los 1980 además muchos cabezas rapadas estadounidenses comenzaron a abordar la escena musical hardcore de ese país.

### Años 1990
En los 1990, debido a una división política de los miembros del SHARP, se funda RASH (Red & Anarchist Skin Heads -Cabezas Rapadas Rojos y Anarquistas-), un colectivo que agrupa a todos los cabezarrapadas que además de antirracistas y antifascistas poseen ideología de izquierdas (ya sea comunista, socialista o anarquista). En esa misma década algunos skinheads neonazis también se incorporaron a escenas underground del heavy metal.
Actualmente, los cabezarrapadas que mantienen los valores tradicionales de la subcultura son denominados skinheads tradicionales, skinheads del '69 (aunque de esta manera también se puede denominar a skinheads que pueden estar dentro de movimientos como SHARP y RASH, que no son tradicionales) o skinheads troyanos -trojan skinheads en inglés- (debido a la empresa discográfica inglesa Trojan Records, la cual se especializa en ska y reggae y produjo los discos de varias de las bandas y solistas más escuchados por los skinheads a principios de los 1970). Los cabezas rapadas influenciados mayormente por el oi! son denominados skinheads del '77. Los skinheads SHARP y RASH son principalmente skinheads del '77, aunque algunos mantienen el «espíritu del '69» pero no son skinheads tradicionales ya que pertenecen a movimientos generados mucho después del origen de la subcultura. Entre los skinheads White Power (neonazis, llamados despectivamente boneheads -estúpidos o cabezas huecas- por el resto de los skinheads) y nacionalistas son prácticamente todos «del '77». Cabe destacar que los cabezas rapadas apolíticos que no pertenecen a SHARP, en ocasiones son denominados despectivamente como ambiguos por los cabezarrapadas antirracistas y los politizados, debido a que algunos nazis y nacionalistas se ocultan tras esa etiqueta. Y, más allá si están en alguno de los grupos o no, los skinheads comunistas y socialistas son denominados redskins (o skins rojos), los anarquistas, anarcoskins, y los homosexuales, homoskins.

## Subgrupos
- Skinhead antirracistas (Skinheads Against Racial Prejudice o por sus siglas SHARP): Skinhead con ideales antirracistas, de unión de culturas y de razas, de que no existan ni fronteras ni países.

- Skinheads apolíticos: Se caracterizan por no tener pensamientos políticos. No se consideran racistas ni fascistas; están en contra de cualquier ideología política. Sus enemigos en este género son cualquier skins con ideología política.
- Anarcoskins: Skinheads con ideales anarquistas, anarcosindicalistas o anarco-comunistas. Véase RASH.
- Redskins: Skinheads comunistas y socialistas.
- Skinheads troyanos o tradicionales: Skinheads que se identifican con la cultura original jamaicana de los rude boys nacida en la década de 1960. Generalmente escuchan música ska, y reggae.
- Suedeheads: La subcultura suedehead nació en los 1970 a partir del skinhead tradicional. Tienen el pelo más largo y visten más formales.
- White Power Skinheads. De ideología fascista y nacionalsocialista, generalmente escuchan música RAC.

## Música
Los cabezarrapadas adoptaron y compartieron gustos musicales con la llegada del Ska por los jamaicanos. Con estos también se introdujo en Inglaterra alrededor de 1969 el rocksteady y el reggae. Entrada la década de 1970 mostraron interés por bandas como Slade, Motörhead y muchos de ellos se integraron en la primera ola del punk. Más tarde comenzaron a interesarse por un nuevo género desgajado del Punk llamado Oi!, que nació como repuesta a la comercialización del punk. A mediados de los 80 surgió la escena RAC (Rock Against Communism), que reunía a bandas y público de tendencia fascista, nacionalista y de ultraderecha contrarios a la influencia izquierdista en la escena musical de la época.

## Estética e indumentaria

### Mujeres

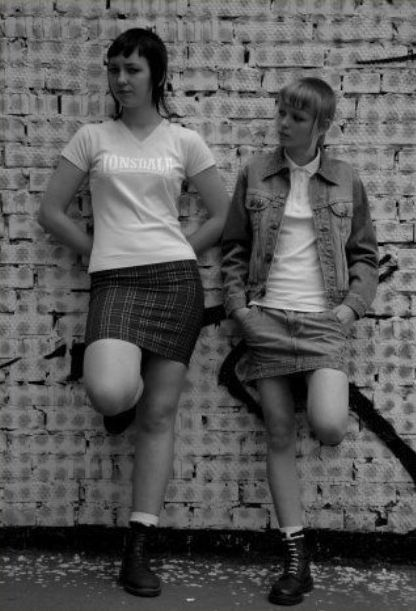
Skingirls

Desde el inicio del movimiento ha habido mujeres en su seno; estas eran conocidas como chelseas. A estas mujeres se les conoce en la actualidad como skingirls, skynbyrds, byrds o skinhead girls. Su estética es similar a la de los hombres pero con un toque femenino:
- Cabello:
  - Cabeza totalmente rapada.
  - Cabeza rapada Chelsea: Tipo de corte que lleva la cabeza rapada mientras que se deja un flequillo, patillas y un poco de cabello en la parte de atrás.
  - Pelo largo, mientras que en el frente un flequillo de frente o de lado.
- Vestimenta:
  - Polo. Usualmente Fred Perry y Ben Sherman.
  - Falda corta.
  - Pantalón vaquero.
  - Algo muy tradicional en las primeras skingirls, es que, solían vestirse con trajes satinados.
- Calzado:
  - Botas Dr. Martens.
  - Zapatos tipo brogue o loafer (generalmente Dr. Martens).

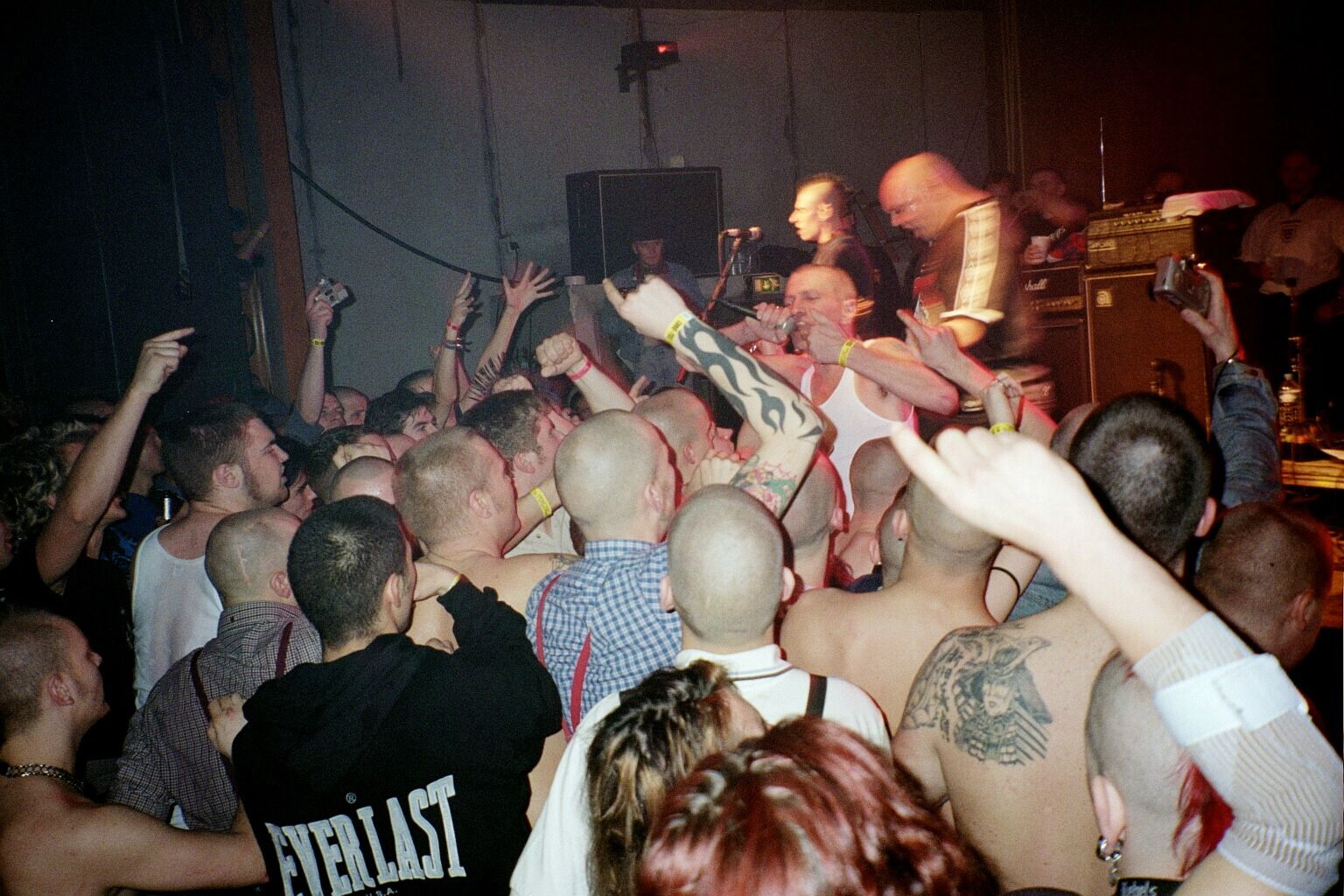
Concierto con público skinhead.

### Varones
- Cabello:
  - Totalmente rapado
  - Corte de cabello pequeño tipo marcial.
  - Cabello ligeramente largo (suedeheads)
- Vestimenta
  - Polo. Alguna de las marcas más conocidas son Fred Perry y Ben Sherman.
  - Cazadoras Harrington
  - Cazadoras Bomber, comúnmente con parches representativos de la subcultura a la que pertenece.
  - Pantalón vaquero remangado o Levis Sta-Prest
  - Al igual que las chicas skinhead, ellos vestían a veces, con trajes satinados.
  - Tirantes
- Calzado
  - Botas Dr. Martens.
  - Zapatos Dr. Martens, tipo Brogue o tipo Loafer.
  - Zapatillas Adidas (Hooligans)

## Filmografía
- En 1969 el director inglés Barney  Platts-Mills rodó la película Bronco Bullfrog, que no se estrenaría hasta 1971 en Suecia.
- En 1982 el director inglés Alan Clarke rodó un telefilme llamado Made in Britain.
- En 1989 el director estadounidense Greydon Clark rodó la película Skinhead.
- En 1992 se estrenó el filme australiano Romper Stomper dirigido por Geoffrey Wright y protagonizado por Russell Crowe.
- En 1994 el director Wings Hauser rodó una película llamada skins o gang boyz
- En 1995 el director John Singleton rodó una película llamada Higher Learning o semillas de rencor
- En 1995 el director inglés Philip Davis rodó un telefilme llamado I.D. Identificación. Cinta que trata sobre policías infiltrados entre hooligans y skins ingleses.
- En 1998 el director Tony Kaye hizo una película llamada American History X donde refleja la actitud de un cabeza rapada con ideología neonazi. La película cuenta con la notable interpretación de Edward Norton como Derek Vinyard.
- En 1998 el director Randolph Kret dirigió la película Pariah.
- En 2001 el director Henry Bean dirigió The Believer, con Ryan Gosling como protagonista.
- En 2002 el director alemán Winfried Bonengel dirige una película llamada Führer Ex, inspirado en el libro autobiográfico de Ingo Hasselbach del mismo título.
- En 2003 el cineasta Daniel Schweizer dirige un documental llamado Skinhead Attitude.
- En 2005 se estrenó en España Diario de un skin dirigida por Jacobo Rispa, una película basada en la muerte de un periodista sudamericano. Un amigo suyo toma venganza infiltrándose entre los neonazis.
- En 2006 se estrenó en el Reino Unido This is England, cinta dirigida por Shane Meadows, basada en la escisión en el movimiento que, a principios de los años 80, se dio entre los skinheads de ultraderecha y los tradicionales, de la cual también se derivó una serie.
- En 2010 se estrenó en Reino Unido Neds.
- En 2013 se inicia el rodaje en España de Barcelona 92, dirigida por Ferran Ureña. La película tratará la temática skinhead en la Barcelona Olímpica.

## Creaciones literarias sobre el movimiento
El movimiento skinhead se ha hecho presente desde la música y desde diferentes expresiones culturales, como la literatura. 
A finales de los años sesenta , también se escribieron en esa época libros de ficción inspirados en los cabezas rapadas, sobre todo por Richard Allen, un prolífico escritor que realizó más de 300 libros con muchísimos pseudónimos (de hecho Richard Allen es un pseudónimo más). En cuanto a temática skinhead están Skinhead Escapes, Skinhead Farewell, Skinhead Girl, Smoothies, Shorts, Suedehead, Top Gear Skin, Trouble for Skinhead, Boot Boys, Dragon Skin, Terrace Terrors y el más famoso: Skinhead; donde empiezan las aventuras sexuales y violentas de Joe Hawkins, el personaje principal, y su pandilla. Este último libro fue muy popular e incluso se llegó a leer en las escuelas como ejemplo de la violencia e intolerancia skinhead, aunque después fueron censurados.Otro libro de especial atención es The Paint House, de 1972, el cual es una investigación sociológica sobre una pandilla de cabezarrapadas del norte de Londres llamada Collinwood. En este recomendable libro se abordan temas como el fútbol, la escuela, la estética y cuestiones raciales.
Entre otros títulos más contemporáneos se encuentra 'Skinhead – An Archive' el cual es creación de un artista y coleccionista Toby Mott, que es cautivado por la cultura skinhead. Este nuevo libro Skinhead – An Archive, corresponde a una colección de documentos sobre este movimiento que Toby ha reunido durante años, hermosamente editada por Ditto Press y diseñada por Jamie Reid.
Después de 18 meses revisando todo el material que recogió entre 1976 y 1980, Toby quiso que en su libro se representaran todos los aspectos del fenómeno: el resurgimiento del movimiento, las chicas, el aspecto internacional, los antirracistas y los racistas. El libro se centra en el movimiento skinhead con influencias del punk de los 70 y 80, pero también llega hasta sus raíces en la Inglaterra de los 60. Una historia reconstruida a base de fanzines, fotos, pósteres y panfletos; es, sin duda, el archivo skinhead más extenso que se puede comprar hoy.
Existen diferentes libros sobre cabezarrapadas, fotos de ellos, documentos que relatan la experiencia de personas que han pasado un tiempo inmersos en esa cultura, pero este libro es la compilación de los recuerdos generados por ellos mismos. Es la cultura contada por las mismas personas que forman parte de ella.